# 中村恩恵
中村 恩恵（なかむら めぐみ、1970年 - ）は、日本の振付家、舞踊家。クラシックバレエ出身であるが、おもにコンテンポラリー・ダンスの分野で活動している。

## 略歴
1970年、横浜市生まれ。幼いころ、バイオリン製作者であった父親の仕事の関係で、イタリアに滞在する。
5歳でバレエを始め、横浜の小倉礼子バレエ・スタジオでバレエを学ぶ。神奈川県立光陵高等学校在学中は週3回バレエ教室に通い、練習がない日は自宅で自主練を続けた。高校2年生と3年生のときローザンヌ国際バレエコンクールに出場し、1988年に日本人初のプロフェッショナル賞を受賞した。その後渡仏し、ジューヌ・バレエ・ドゥ・フランスに入団するが、怪我をして退団、一時帰国。再渡仏後、カンヌ・ロゼラ・ハイタワー・ダンス・スクールに学び、アヴィニオンオペラ座、モンテカルロ・バレエ団に所属。イリ・キリアンの作品に出会い、キリアンが芸術監督を務めるネザーランドダンスシアターに1991年から1999年まで所属する。退団後はオランダを拠点に活動。2000年、自作自演ソロ「Dream Window」にて、オランダGolden Theater Prize受賞。2001年、彩の国さいたま芸術劇場にて、キリアン振付フルイブニングソロ「ブラックバード」上演、ニムラ舞踊賞受賞。2005年、「A play of a play」発表、ソロ作品「One 6 (1の6乗)」をオランダにて上演。
2007年、日本に活動の拠点を移し、Dance Sanga 設立。振付家/ダンサーとしての活動を両立し、これまでに、Noism07「Waltz」（舞踊批評家協会新人賞受賞）、NBAバレエ団「露とくとく」、ダンストリエンナーレTOKYO2009にて「ROSE WINDOW」を上演する。「The Well-Tempered」「時の庭」等の新作はマルセイユ・ダンス・フェスティバルやYCAMへ招聘され国内外で高い評価を得る。自身の舞踊活動に加え、キリアン作品のコーチとしてパリ・オペラ座バレエをはじめ世界各地のバレエ団や学校の指導にあたる。2006/07年度ローザンヌ国際コンクールにコンテンポラリーレパートリーのコーチとして参加。熊川哲也や首藤康之とも、デュエットで共演している。

## 主な受賞歴
- 1987年 第1回アジアパシフィックバレエコンクール IBM賞
- 1988年 ローザンヌ国際バレエコンクール プロフェッショナル賞
- 2000年 Golden Theater Prize（オランダ）
- 2002年 ニムラ舞踊賞[5]
- 2011年 江口隆哉賞[6]、芸術選奨文部科学大臣賞（平成22年度）[7]
- 2018年 紫綬褒章[8]
- 2018年 神奈川文化賞